# Íránská krize

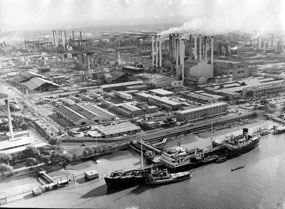
Budova Anglo-íránské ropné společnosti

Íránská krize byla krize způsobená znárodněním Anglo-íránské ropné společnosti íránskou vládou Muhammada Mosaddeka 1. května 1951.

## Vypuknutí krize
Krize vlastně začala již v březnu 1951, kdy íránský parlament (madžlis) odhlasoval znárodnění přírodních zdrojů, což znamenalo i znárodnění ropného průmyslu včetně Anglo-íránské ropné společnosti (Anglo-Iranian Oil Company) a jejich holdingů. Tento návrh byl dílem Muhammada Mosaddeka, který byl v dubnu zvolen íránským ministerským předsedou. Velká Británie reagovala obchodním embargem a vysláním vojsk do Perského zálivu. Vystupňovaný spor (britští zaměstnanci AIOC byli vyhoštěni a rafinerie v Ábádánu byly obsazeny íránskou armádou), byl přenesen před Mezinárodní soudní dvůr v Haagu, kde bylo rozhodnuto o 50% dělení zisku a uznání znárodnění, nicméně Muhammad Mosaddek toto rozhodnutí nepřijal. Stejně selhaly i další pokusy o zprostředkování ze strany USA a ztroskotala i jednání v Radě bezpečnosti OSN. Snahy Mosaddeka prodat ropu Sovětskému svazu vyvolaly napětí i ve vztahu k USA, protože Írán patřil k jednomu ze států, které podle geopolitického stanoviska USA měly tvořit řetěz států čelících sovětskému průlomu na jih (patřilo sem i Řecko a Turecko). Zároveň by ztráta Íránu ve prospěch Sovětského svazu znamenala i výraznou ztrátu ekonomickou (ropa).
Mosaddek zatím v Íránu začal provádět socialistické reformy a také se zbavovat vysoce postavených hodnostářů blízkých šáhovi Muhammadu Rezovi Pahlavímu. Došlo k pomalému sbližování s komunistickou stranou TÚDE, což mohlo do budoucna znamenat sblížení i se SSSR. Tyto tendence a zároveň rozbouřená vnitropolitická situace vedly k rozhodnutí Velké Británie a USA finančně podporovat státní převrat.

## Přípravy Operace Ajax
V dubnu 1953 Alan Welsh Dulles přidělil teheránské pobočce CIA milion dolarů na svržení Mosaddeka a byl vypracován plán Operace Ajax, podle kterého měl být šáh přesvědčen, aby konstituční cestou propustil Mosaddeka. Jako náhrada za něj byl vybrán generál Fazlulláh Záhidí. S cílem ovlivnit veřejné mínění byl podplácen místní tisk a členové parlamentu. V Íránu operovali agenti, kteří měli za úkol radikalizovat opozici v náboženských kruzích.

## Státní převrat v Teheránu
Mezitím se začalo ukazovat, že mezi Íránci má mnohem větší podporu komunistická strana než Mosaddekova Národní fronta. Mezinárodní embargo způsobilo hospodářskou krizi a slibované reformy nepřinesly takové výhody, jak se obecně očekávalo. 21. července 1953 proběhla v Teheránu velká demonstrace na podporu komunistické strany. Mosaddek proto 4.–5. srpna uspořádal zmanipulovaný plebiscit, ve kterém se 99,4% hlasů vyslovilo pro rozpuštění parlamentu, což prakticky znamenalo soustředění veškeré moci v jeho rukou.
Šáh v reakci na to podepsal na naléhání Kermita Roosevelta mladšího, vnuka Theodora Roosevelta a šéfa blízkovýchodní a africké sekce CIA, dekrety, jimiž zbavoval Mosaddeka funkce a na jeho místo dosazoval Fazlulláha Záhidího. Fakticky měl Záhidího k moci dostat vojenský puč, který měl proběhnout 15. srpna. Převrat v noci z 15. na 16. srpna selhal; Mosaddek byl o všem zpraven a dokázal jej ještě v zárodku překazit. (Detailně o puči bylo zpraveno zřejmě i vedení komunistické strany, v té době již v opozici vůči Mosaddekovi).
Ráno 16. srpna Mosaddek rozpustil madžlis. Mezitím komunistická strana přistoupila k akcím na svržení monarchie a postavila se i proti Mosaddekovým jednotkám. Šáh uprchl ze země, Záhidí se ukryl, USA a Velká Británie se urychleně distancovaly od situace a Američané začali připravovat plány vojenského zásahu, pokud by do země vstoupila sovětská vojska.
Velice rychle se ukázalo, že komunisté přecenili své síly. Již v noci z 18. na 19. srpna proti nim zasáhla policie a císařská garda, na Teherán táhla i šáhova armáda generála Bachtijára. Večer 19. srpna Záhidí oficiálně převzal moc a Mosaddek byl uvězněn.
Šáh se vrátil do Íránu a o rok později došlo k dohodě o těžbě ropy s Mezinárodním naftovým konzorciem, podle níž AIOC (nyní British Petroleum Company) měla 40% kontrolu akcií.